# 버논 (가수)
버논(Vernon, 본명: 한솔 버논 최 (Hansol Vernon Chwe) 최한솔, 崔瀚率, 1998년 2월 18일 ~ )은 대한민국과 미국의 래퍼이자 작사가, 작곡가, 프로듀서이며, 대한민국의 보이 그룹 세븐틴의 래퍼를 맡고 있다. 활동명 버논은 미국 여권상 미들네임이다. 미국 뉴욕주 맨해튼 출생이며 5살 때부터 대한민국 서울특별시 마포구와 인천광역시에서 성장하였다. 아버지는 전주 출신의 한국인이고 어머니는 마이애미 출신의 프랑스계 미국인이다. 대한민국, 미국의 복수국적이다.

## 학력
- 이화여자대학교 사범대학 부속초등학교 (졸업)
- 창천중학교 (중퇴)[5]

## 음반 활동

### 음반
- 2015년 <Lotto>
- 2016년 <병>

### 랩, 작사, 작곡 및 프로듀싱
- 세븐틴 《17 CARAT》 〈Shining Diamond〉
- 세븐틴 《17 CARAT》 〈아낀다〉
- 세븐틴 《17 CARAT》 〈Ah Yeah〉
- 세븐틴 《17 CARAT》 〈Jam Jam〉
- 버논 《Lotto》 〈Lotto (Feat. Don Mills, Prod. by Gonzo)〉
- 계범주 《GOOD LIFE》 〈Bucket List (Feat. 버논 of 세븐틴)〉
- 세븐틴 《BOYS BE》 〈표정관리〉
- 세븐틴 《BOYS BE》 〈만세〉
- 세븐틴 《BOYS BE》 〈ROCK〉
- 세븐틴 《Q&A》 〈Q&A〉
- 버논 《병 (웹툰 연애혁명 삽입곡)》 〈병 (Feat. PLEDIS GIRLZ)〉
- 세븐틴 《LOVE & LETTER》 〈엄지척〉
- 세븐틴 《LOVE & LETTER》 〈예쁘다〉
- 세븐틴 《LOVE & LETTER》 〈이놈의 인기〉
- 세븐틴 《LOVE & LETTER》 〈유행가〉
- 세븐틴 《LOVE & LETTER》 〈아낀다 (Vocal Team Ver.)〉
- 세븐틴 《LOVE & LETTER》 〈만.세 (Hiphop Team Ver.)〉
- 세븐틴 《LOVE & LETTER》 〈Shining Diamond (Performance Team Ver.)〉
- 세븐틴 《LOVE & LETTER》 〈사랑쪽지 (Love Letter)〉
- 세븐틴 《LOVE&LETTER REPACKAGE ALBUM》 〈끝이 안보여〉
- 세븐틴 《LOVE&LETTER REPACKAGE ALBUM》 〈NO F.U.N〉
- 세븐틴 《LOVE&LETTER REPACKAGE ALBUM》 〈아주 NICE〉
- 세븐틴 《LOVE&LETTER REPACKAGE ALBUM》 〈힐링〉
- 세븐틴 《GOING SEVENTEEN》〈붐붐〉
- 세븐틴 《GOING SEVENTEEN》〈기대〉
- 세븐틴 《GOING SEVENTEEN》〈빠른 걸음〉
- 세븐틴 《GOING SEVENTEEN》〈글쎄〉
- 세븐틴 《Al1》〈IF I〉
- 세븐틴 《Al1》〈Swimming Fool〉
- 세븐틴 《Al1》〈Crazy in Love〉
- 세븐틴 《Al1》〈Check-In〉
- 세븐틴 《2017 SEVENTEEN 1ST WORLD TOUR DIAMOND EDGE IN SEOUL》 〈Joker〉
- 세븐틴 《2017 SEVENTEEN 1ST WORLD TOUR DIAMOND EDGE IN SEOUL》 〈MMO〉
- 세븐틴 《2017 SEVENTEEN 1ST WORLD TOUR DIAMOND EDGE IN SEOUL》 〈WHAT'S THE PROBLEM〉
- 세븐틴 《TEEN, AGE》 〈ROCKET〉
- 세븐틴 《TEEN, AGE》 〈TRAUMA〉
- 세븐틴 《TEEN, AGE》 〈날 쏘고 가라〉
- 세븐틴 《TEEN, AGE》 〈모자를 눌러 쓰고〉
- 세븐틴 《TEEN, AGE》 〈캠프파이어〉
- 세븐틴 《DIRECTOR'S CUT》 〈THINKIN' ABOUT YOU〉

## 가수 외 활동 목록

### 텔레비전 프로그램
- 2011년 JEI 재능TV 《송은이의 Eye to eye》
- 2014년 MBC 《헬로! 이방인》
- 2015년 MBC MUSIC 《세븐틴 프로젝트- 데뷔 대작전》
- 2015년 Mnet 《쇼미더머니 4》
- 2015년 SBS 《백종원의 3대 천왕》
- 2015년 MBC 《능력자들》
- 2016년 MBC 《마이 리틀 텔레비전》
- 2017년 MBC 《미스터리 음악쇼 복면가왕》
- 2018년 KBS 《해피투게더》
- 2018년 Mnet 《SVT 클럽》
- 2018년 Mnet 《방문교사》
- 2019년 SBS 《백종원의 골목식당》

### 웹예능
- 2023년 유튜브 《나영석의 와글와글》
- 2024년 유튜브 《소통의 神》

### 라디오
- 2015년 TBS 교통방송 eFM 《K-popular》

## 친한같은그룹멤버
- 승관(친구)